# Pramipexol

Pramipexol

Pramipexol är en dopaminagonist som används vid behandling av Parkinsons sjukdom och Willis–Ekboms sjukdom. Läkemedlet tillhandahålls bland annat under varunamnet Sifrol och Derinik.